# تشم رود (فلاورجان)
تشم رود (بالفارسية: چم رود) هي قرية تقع في قسم سهروفيروزان الريفي (مقاطعة فلاورجان) في إيران. يقدر عدد سكانها بـ 624 نسمة بحسب إحصاء 2016.